# Maszyna torowa

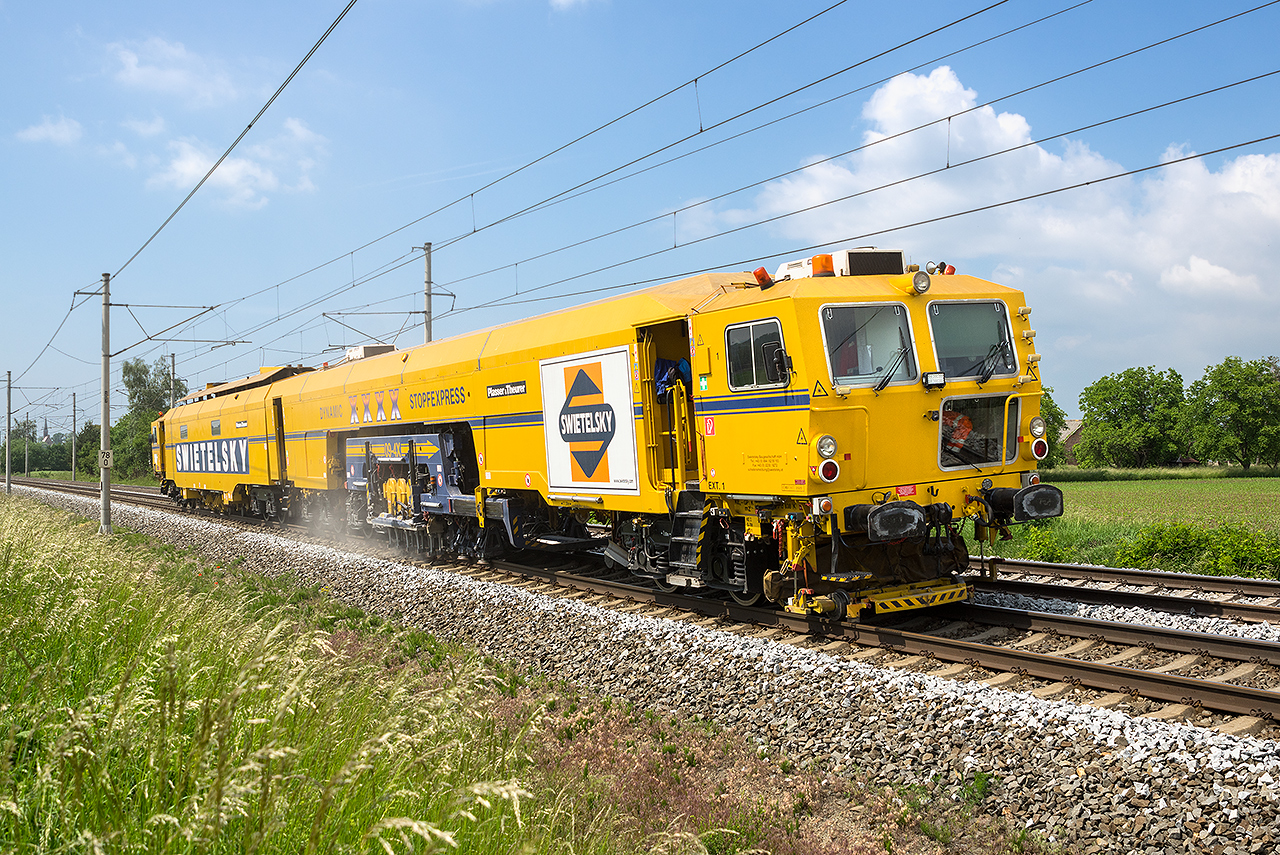
Maszyna torowa (podbijarka torowa)

Maszyna torowa – pojazd zaprojektowany specjalnie do celów budowy i utrzymania torów i infrastruktury.
Maszyny torowe używane są w różnych trybach: tryb pracy, tryb transportowy jako pojazd z własnym napędem, tryb transportowy jako pojazd ciągniony.
Wyróżnia się maszyny torowe:
- lekkie
  - podbijarka
  - zakrętarka
  - wózek motorowy (drezyna)

- ciężkie, na podwoziu, zwykle z własnym napędem, wieloczynnościowe
  - podbijarka torowa (np. PT-800)
  - odśnieżarka
    - Pług odśnieżny Henschel

  - zgarniarka tłucznia
  - profilarka tłucznia
  - zgrzewarka do szyn
  - pociąg pogotowia sieciowego (Plasser & Theurer)
    - Pociąg pogotowia sieciowego MTW 100
    - Kombajn podtorzowy AHM 800R